# ポートフォリオ・エンターテインメント
ポートフォリオ・エンターテインメント (Portfolio Entertainment) は、カナダのテレビ制作・配給会社。リサ・オルフマンとジョイ・ローセンによって1991年に設立されました。

## プロダクション一覧
- グラウンドリンク・マーシュ
- Baby Einstein Comes to Physical
- ヒキガエル・パトロール
- ロボロアチ
- Miss Spider's Sunny Patch Kids
- Miss Spider's Sunny Patch Friends
- ミススパイダーのサニーパッチフレンズ
- ごきげん犬 ドキくん
- ブレイベスト・ウォリアーズ
- Thomas and Friends (2017 TV series)
- ヒーロー小学校